# Der Markt der Seelen
Der Markt der Seelen (Originaltitel: Souls for Sale) ist eine US-amerikanische Stummfilmkomödie aus dem Jahr 1923 von Rupert Hughes mit Eleanor Boardman und Mae Busch in den Hauptrollen. Das Drehbuch basiert auf dem Roman Souls for Sale des Regisseurs Rupert Hughes, der auch das Drehbuch schrieb und den Film produzierte.

## Handlung
Mem Steddon, die Tochter eines Pfarrers aus einer Kleinstadt, heiratet Owen Scudder, bekommt aber, als ihr Zug in der Hochzeitsnacht durch die Wüste fährt, kalte Füße und verlässt den Zug, als dieser anhält, um Wasser aufzunehmen. Eine Filmgesellschaft vor Ort findet sie in schlechtem Zustand und bringt sie nach Hollywood. Da sie Schlechtes über Filmleute gehört hat, lehnt Mem zunächst das Drängen des Regisseurs Frank Claymore und des Stars Tom Holby ab, in Filmen mitzuarbeiten. Schließlich macht sie jedoch auf der Suche nach einem Job die Runde durch verschiedene Studios und sieht viele bekannte Regisseure und Schauspieler bei der Arbeit. Mem bekommt schließlich ihre Chance von Frank Claymore, arbeitet hart und wird immer berühmter. Claymore und Holby werden freundliche Rivalen um Mems Zuneigung, während Scudder weiterhin ahnungslose Mädchen heiratet, sie versichert und ermordet. Scudder kommt nach Hollywood, um seinen ehelichen Anspruch auf Mem geltend zu machen, und löst damit den Höhepunkt aus, bei dem es zu einem riesigen Feuer kommt. Scudder wird von der Windmaschine getötet, die er auf Claymore gerichtet hat. Mem wählt schließlich Tom Holby zum Mann, zur Freude von Robina Teele, die an Frank interessiert ist.

## Hintergrund
Verschiedene zeitgenössische Quellen wiesen auf die außergewöhnlich große Besetzung hin, die Drehbuchautor, Regisseur und Produzent Rupert Hughes für die Verfilmung seines 1922 erschienenen Romans zusammenstellte. Laut einer Kurznachricht vom 23. August 1922 war ursprünglich der Schauspieler Gaston Glass für die Rolle des Helden ausgewählt worden, er tritt jedoch nicht im Film auf. Zahlreiche Berühmtheiten haben Cameo-Auftritte in dem Film. In einem Presseartikel vom 24. Februar 1923 wurde vermerkt, dass der berühmte Regisseur Ernst Lubitsch „aus Höflichkeit“ gegenüber Hughes eine Rolle in einer Ballszene spielte.
Die Dreharbeiten begannen Mitte bis Ende Dezember 1922. Am 23. Dezember 1922 wurde berichtet, dass die erste Drehwoche auf dem Gelände der Goldwyn-Studios in Culver City verbracht würde, bevor es weiter nach Palm Springs (Kalifornien) ging, wo Wüstenszenen gedreht werden sollten. In einer Kurznachricht vom 13. Januar 1923 hieß es, Besetzung und Crew seien ins Studio zurückgekehrt, um Innenaufnahmen zu drehen. 
Bei der Entstehung des Films wurden keine Kosten gescheut. Es wurde das prachtvolle Ballsaal-Set als ein Luxus aus 30 Meter langen Vorhängen in Gelb, Schwarz und Silber beschrieben, die den Hintergrund für einen blumengesäumten Swimmingpool bildeten. Am 27. Januar 1923 wurde von einem kompletten Zirkus-Set berichtet, das ebenfalls auf dem Goldwyn-Gelände errichtet wurde. Ein Zirkuszelt und weitere Ausrüstung waren Berichten zufolge vom Barnum & Bailey Circus gekauft worden. In einem Presseartikel im Mai 1923 wurde erwähnt, dass für die Beleuchtung der Zirkusszenen 75.000 Dollar ausgegeben wurde (2024: über 1,3 Millionen Dollar), darunter sowohl Innenaufnahmen als auch den zerstörerischen Höhepunkt des Films. 
Die Dreharbeiten endeten Anfang März 1923 mit dem Abbrennen des 3,6 Hektar großen Zirkusgeländes, eine Szene, die das Studio laut einer Pressemeldung vom 24. März 1923 allein 25.000 Dollar kostete (2024: ca. 460.000 Dollar).
Eine Zeitungsanzeige vom 24. März 1923 kündigte an, dass am Morgen des 27. März 1923 in New York eine „Handelsvorführung“ des Films stattfinden würde. Eine Meldung vom 7. April 1923 gab an, dass 3.000 bis 4.000 Menschen die offizielle Weltpremiere am 3. April 1923 besuchten. In einer Pressemeldung vom 10. April 1923 hieß es, die Tageseinnahmen seien ein Rekord für das Kino gewesen und Hunderte hätten abgewiesen werden müssen. Bei einer Vorführung am 9. April 1923 in Los Angeles war die gesamte Besetzung anwesend, wie aus einem Kurzbericht vom 14. April 1923 hervorging. Obwohl sich die Insiderinformationen über das „echte“ Hollywood als Kassenschlager erwies, argumentierte ein unbeeindruckter Kritiker in einer Rezension im Educational Screen vom Juni 1923, dass die Situationen hinter den Kulissen des Films unverzeihlich übertrieben und überhaupt nicht real seien.
Cedric Gibbons und Harry Oliver waren für das Szenenbild zuständig, Howard Greer für die Kostüme. Charles A. Marshall arbeitete als Kamera-Assistent.
Im deutschsprachigen Raum wurde der Film 1924 in Österreich veröffentlicht. 

## Kritiken
Der Filmkritiken-Aggregator Rotten Tomatoes hat in einer Auswertung ein Publikumsergebnis von 63 Prozent positiver Bewertungen ermittelt.
Robert E. Sherwood schrieb im Magazin Life, Hughes habe einen Film produziert, der den vierzehnjährigen Fans eine Quelle unbeschreiblicher Befriedigung sein werde, aber er habe dabei seine eigene Seele verkauft.
Roger Ebert schrieb, der Film sei ein Paradebeispiel für die mittelklassige Unterhaltung, die Hollywood damals so gekonnt produzierte. Voller Schauspieler, die damals Stars waren, rasant, unterhaltsam, mit einer spektakulären Zirkus-Action-Sequenz als Höhepunkt, sei er Drama, Melodram, Romantik und Satire zugleich.

## Auszeichnungen
Der Film wurde 1923 mit dem Photoplay Award als bester Film des Monats Juni ausgezeichnet.